# Margo Jefferson
Margo Lillian Jefferson (Chicago, Illinois, 17 d'octubre de 1947) és una escriptora i acadèmica estatunidenca.

## Biografia
Jefferson es va llicenciar a la Universitat Brandeis, on es va graduar cum laude, i va continuar els seus estudis fent un màster a la Columbia University Graduate School of Journalism. Es va convertir en editora associada de Newsweek el 1973, on hi va treballar cinc anys, fins al 1978. Després va exercir com a professora ajudant al Departament de Periodisme i Comunicació de masses de la Universitat de Nova York, entre 1979 i 1983 i entre 1989 i 1991. Des d'aleshores és professora a la Columbia University School of the Arts, on treballa com a professora de pràctica professional de l'escriptura. Jefferson també donar classes a The New School.
Es va incorporar al The New York Times el 1993, inicialment com a crítica literària. Poc després, el 1995, va guanyar un Premi Pulitzer per les seves crítiques. També va exercir com a crítica de teatre del diari el 2004. A més del New York Times, ha escrit per a Vogue, New York Magazine, The Nation i Guernica .
Apassionada del jazz, va aparèixer a la sèrie documental de Ken Burns del 2001 sobre la història de la música.

## Obra
El llibre de 2006 de Jefferson, On Michael Jackson, va ser descrit per Publishers Weekly com un "volum concret i intel·ligent d'anàlisi cultural". L'obra també va rebre molt bones crítiques de The Independent.
El seu llibre autobiogràfic, Negroland, va ser publicat el 2015, i va tenir molt bona rebuda tant per la crítica com pels lectors. Va ser descrit per Dwight Garner a The New York Times com una "memòria poderosa i complicada", i per Margaret Busby a The Sunday Times com un llibre "totalment convincent", mentre que Anita Sethi va escriure a The Observer: "Jefferson Explora de manera fascinant com la seva experiència personal es va creuar amb la política, des del moviment dels drets civils fins al feminisme, així com la història abans del seu naixement". El 2016, Negroland va ser preseleccionada per al Premi Baillie Gifford de no-ficció i va guanyar el premi National Book Critics Circle Award en la categoria d'autobiografia.
El 2022 Jefferson va rebre el premi de literatura Windham-Campbell en la categoria de no-ficció. El seu llibre Constructing a Nervous System, en català "Construcció d'un sistema nerviós" va ser finalista de la Medalla Carnegie de l'American Library Association de 2023 i del premi National Book Critics Circle Award del mateix any. El llibre va guanyar tant la categoria general com la de no-ficció del premi Rathbones Folio Prize.

### Llibres publicats
- On Michael Jackson.  Nova York: Pantheon, 2006. ISBN 978-0-375-42326-0.
- Negroland: A Memoir.  Nova York: Pantheon, 2015. ISBN 978-0307378453.
- Constructing a Nervous System.  Nova York: Pantheon, 2022. ISBN 978-1524748173.

## Premis i reconeixements
- 1995: Premi Pulitzer de Crítica, guanyadora per les seves ressenyes de llibres i altres anàlisis culturals a The New York Times.[4]
- 2016: Premi National Book Critics Circle Award (autobiografia), guanyadora per les seves memòries Negroland.[21]
- 2016: preseleccionada per al Premi Baillie Gifford de no-ficció, per Negroland.[22]
- 2022: Premi de literatura Windham-Campbell (no-ficció).[23]
- 2023: Rathbones Folio Prize, premis generals i de no-ficció per a Constructing a Nervous System.[24]